# Sara Gruen
Nascida no Canadá, Sara Gruen é uma autora de livros (dois ainda não publicados no Brasil, Riding Lessons e Flying Changes). Ela vive em Chicago, com o marido e três filhos, quatro gatos, dois cachorros, duas cabras e um cavalo.
Seus livros tratam principalmente com animais e ela é uma apoiante de numerosas organizações de caridade que apoiam os animais e a vida destes em seu habitat natural.

## Obras
- Riding  Lessons (2004)
- Flying  Changes (2005)
- Water for Elephants (2006)
- Ape House (2010)